# Табріммон
Табріммон (д/н — бл. 890 до н. е.) — 2-й цар Арам-Дамаску в 920—890 роках до н. е. Згадується в Першій книзі царів. Ім'я перекладається як «Бажаний Рімону» (інший варіант — «Рімон добрий»).

## Життєпис
Син царя Резона I. Посів трон близько 920 року до н. е. Намагався скористатися розпадом Ізраїльського царства, підтримуючи царів Юдеї та Ізраїлю. Зрештою уклав союз з юдейським царем Авією проти ізраїлітян. Втім перебіг війни достеменно невідомий.
Помер близько 890 року до н. е. Йому спадкував син Бен-Хадад I.